# Liste der Naturdenkmale in Gusterath
Die Liste der Naturdenkmale in Gusterath nennt die im Gemeindegebiet von Gusterath ausgewiesenen Naturdenkmale (Stand 3. Juni 2024).

## Naturdenkmale
| Nr.         | Bezeichnung | Lage                                                                                | Beschreibung          | Bild            |
| ----------- | ----------- | ----------------------------------------------------------------------------------- | --------------------- | --------------- |
| ND-7235-439 | Zwei Linden | nordwestlich von Gusterath, Gewanndes Ortes an der K 61; Flur Beim Lindenkreuz Lage | Tilia sp., zwei Bäume | Fotos hochladen |

## Ehemalige Naturdenkmale
| Nr. | Bezeichnung | Lage                                                       | Beschreibung                             | Bild                                    |
| --- | ----------- | ---------------------------------------------------------- | ---------------------------------------- | --------------------------------------- |
|     | Dicke Eiche | nördlich des Ortes; Abteilung Kühlütsch und Alte Wald Lage | Quercus sp.; Rechtsverordnung aufgehoben | Direkt Bild zu diesem Denkmal hochladen |